# 鮑德溫 (密歇根州)
鮑德溫（英語：Baldwin）是一個位於美國密歇根州萊克縣的村。根據2010年美國人口普查，該地共人口1208人，而該地的面積約為3.28平方千米。同時該地也是萊克縣的縣治。

## 地理
鮑德溫的座標為43°53′50″N 85°51′11″W / 43.89722°N 85.85306°W，而該地的平均海拔高度為261米（即856英尺）。